# Motorola DynaTAC

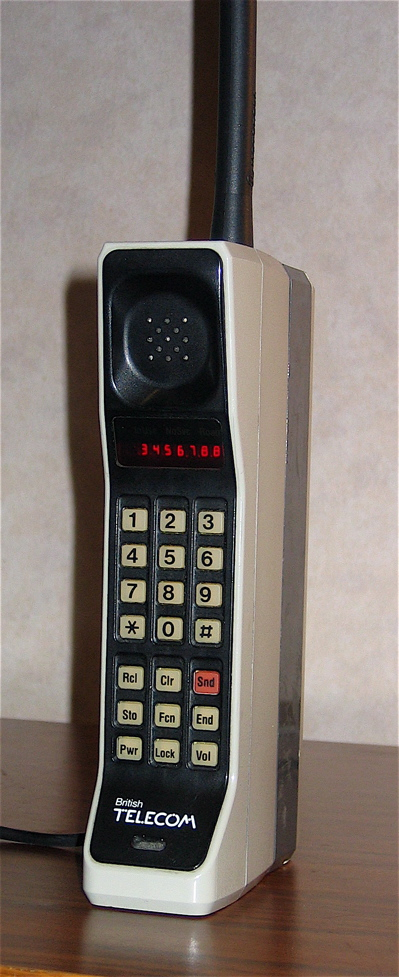
DynaTAC 8000X（世界初の市販携帯電話。1984年発売。)

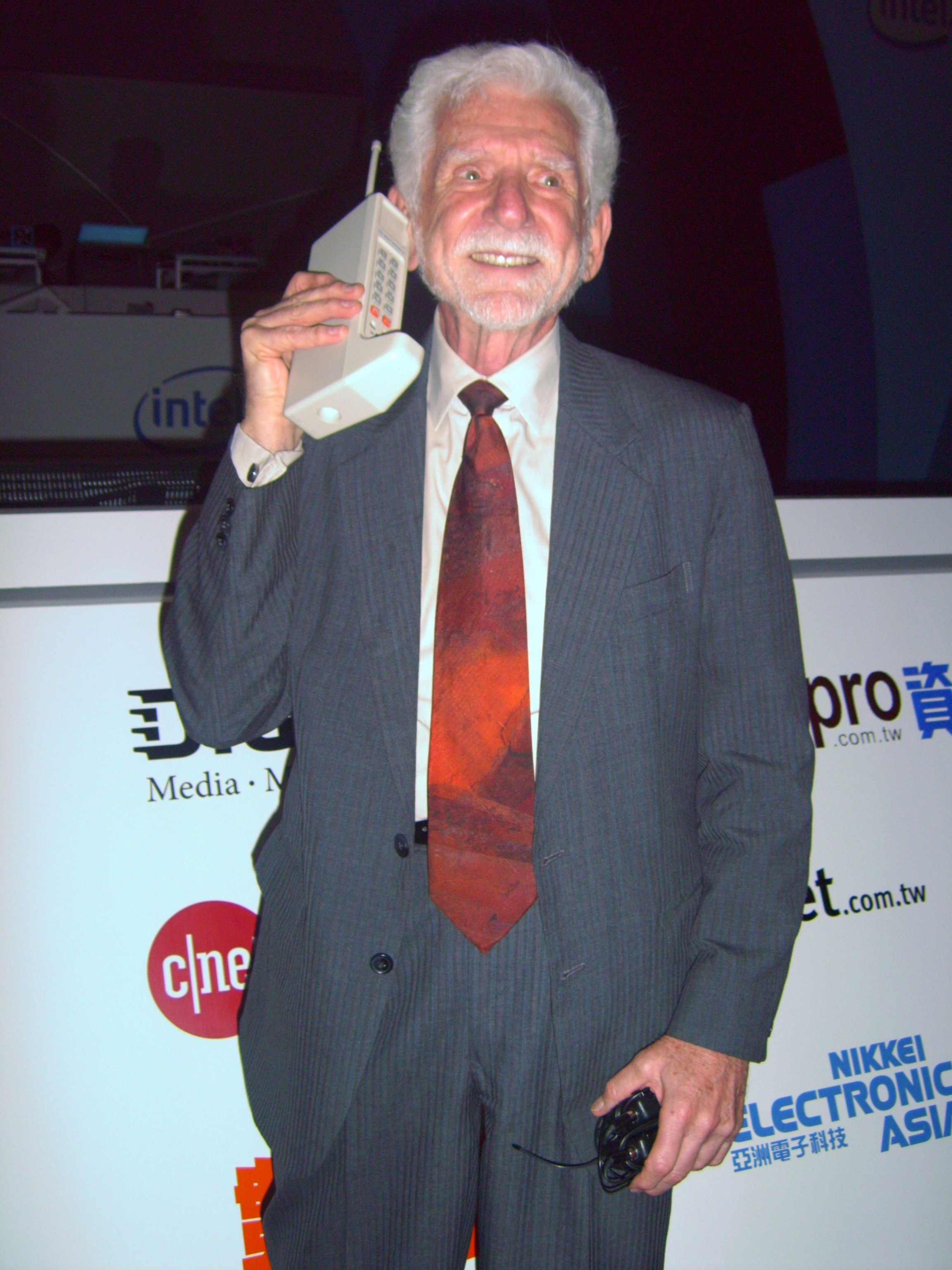
1973年4月3日に世界初の携帯電話の試作デモを行ったマーティン・クーパー。写真は2007年に当時の実機を用いてデモを再演した様子。この試作機がDynaTACモデルのプロトタイプとなった。

DynaTACシリーズは、モトローラが1983年から1994年まで開発・発売した携帯電話モデルである。最初のモデルDynaTAC 8000Xは世界初の市販携帯電話である。DynaTACは"Dynamic Adaptive Total Area Coverage"の略語である。

## 概要
最初のモデルであるDynaTAC 8000Xは、FCCによって1983年9月21日に承認され、1984年に発売された。完全に充電するまで約10時間を要し、30分間連続通話することができた。LEDディスプレイには、ダイヤルする番号やコンタクトに登録した番号を表示することができた。コンタクトには30件までの電話番号を登録することができた。発売時の1984年の価格は3,995ドルで、2023年の11,716ドルに相当する。
DynaTac 8000Xは、形状や重量がレンガと同様だったため、brick phoneとユーザーから呼ばれることもあった。それでも、当時としてはそれまでは車載機としてしか持ち運び可能でなかったが電話が、真に人が持ち運びできるレベルに到達した画期的な製品であった。
後継モデル8000sは1985年に発売され、1993年のClassic IIまで同シリーズの新モデルの発売は継続された。
DynaTACは携帯電話の市場を切り拓き、度々ニュースやメディアで特集され、裕福さと先進性の象徴であった。
DynaTACシリーズの後継として、一層小型軽量化したen:Motorola MicroTACが1989年より、en:Motorola StarTACが1996年より発売され、時代遅れとなったDynaTACに取って代わった。

## 歴史
携帯電話の開発の歴史は、ベル研究所で1947年に最初に提唱されて始まった。1950年代と60年代を通じて、Federal Communications Commission (FCC) へ商用化の承認が訴えられ続けた。技術開発はモトローラが担った。1960年、電気技師のJohn F. Mitchellがモトローラの携帯電話開発の主任技術者となり、トランジスタを使った最初のポケベルが開発・発売された。
モトローラは車載無線電話の開発経験が豊富であったが、携帯電話の開発にはさらなる小型軽量化と内蔵バッテリーによる電源供給が求められるため、車載電話よりも困難な技術であった。Mitchellのチームメンバーのマーティン・クーパーは携帯電話のプロトタイプを開発し、Mitchellのチームは1973年にこの成果に対して特許を取得した。この年の4月3日には世界初の携帯電話による発信・通話の実演がクーパーにより行われた。その後、クーパーはチームを率いて、一般ユーザー向けの携帯電話DynaTAC 8000xの開発を行った。基本的な特許は、1975年9月6日のU.S. Patent 3,906,166である。元々の携帯電話技術の基本的なアイデアはJames J. Mikulskiが提唱したが、当初はMitchellに不十分との理由で却下された。400 MHzのシステムでは通話に制約があることに気づき、修正した内容でこの特許を申請した。
1983年10月13日に、2機のDynaTAC同士で、世界初の商用電話ネットワークを経由した携帯電話の通話が行われた 。David D. Meilahnは彼の1983 Mercedes-Benz 380SLから、Ameritech Mobile Communicationsの元社長であったBob Barnettへと電話をかけ通話した。次にChryslerの車内からBob BarnettはDynaTACを用いて、ドイツにいるアレクサンダー・グラハム・ベルの孫へと電話をかけ通話した。このシカゴのソルジャー・フィールドで行われたイベントは、携帯電話時代へ重要な一歩であった。DynaTAC 8000xは、1984年に世界初の市販携帯電話として発売された。この最初のモデルは、非常に重く価格も高かったため、一般には広く普及しなかったが、年々のモデルの改良、小型化と低価格化によって普及が進んでいった。Mitchellが定年退職した1998年には携帯電話と関連サービスは、モトローラの300億ドルの年商の2/3を占めるようになった。
モトローラが携帯電話のハンドセットを開発している一方、1968–83年にベル研究所はAMPS (Advanced Mobile Phone System) と呼ばれる移動体通信システムの開発を行った。アナログ通信であるAMPSネットワーク上で使用できたDynaTACは、アナログ通信サービスが終了した後も国際通信網ではGSM 900で使用することができた。
1989年に後継シリーズのMicroTAC Seriesが発売された。

## 仕様
いくつかのプロトタイプが1973年から1983年の間に作成された。FCCの承認を得た時点では、重さ28オンス (790グラム) で、フレキシブルなアンテナを除く高さ10インチ (25センチメートル) であった。典型的な電話に備わった12キーに加え、9つの特別なキーも備わっていた：
- Rcl (recall)
- Clr (clear)
- Snd (send)
- Sto (store)
- Fcn (function)
- End
- Pwr (power)
- Lock
- Vol (volume)

DynaTAC 8シリーズ、Classic、Classic II、Ultra Classic、そしてUltra Classic IIは赤色LEDディスプレイが、DynaTAC Internationalシリーズは緑色LEDディスプレイが、そしてDynaTAC 6000XLはFLディスプレイが備わっていた。ディスプレイには電話番号など短い情報を表示することができた。バッテリーは最大で60分間の連続通話が可能な容量であり、トリクル充電で最大10時間、別売りの高速充電で1時間かかった。DynaTACシリーズの中でも、6000XLは車載器用であった。

## アクセサリー
アフターマーケットの付属品として、真鍮の取り外し可能なアンテナがあった。また、1時間の高速充電器も発売されたが、発熱量やバッテリーの消耗の早さ等に難があった。レザー製のケースも発売された。これは、レザーで本体を覆い、ユーザーインターフェースのキー部分はプラスチックとなっていた。カバーには、ばね鋼のベルトクリップが付いていた。アンテナ取り付け部分のスペースがあり、カバーを付けたまま充電することもできたが、バッテリーの交換時にはカバーを取り外す必要があった。